# 內特弗河
50°54′47.3″N 8°5′42.3″E / 50.913139°N 8.095083°E

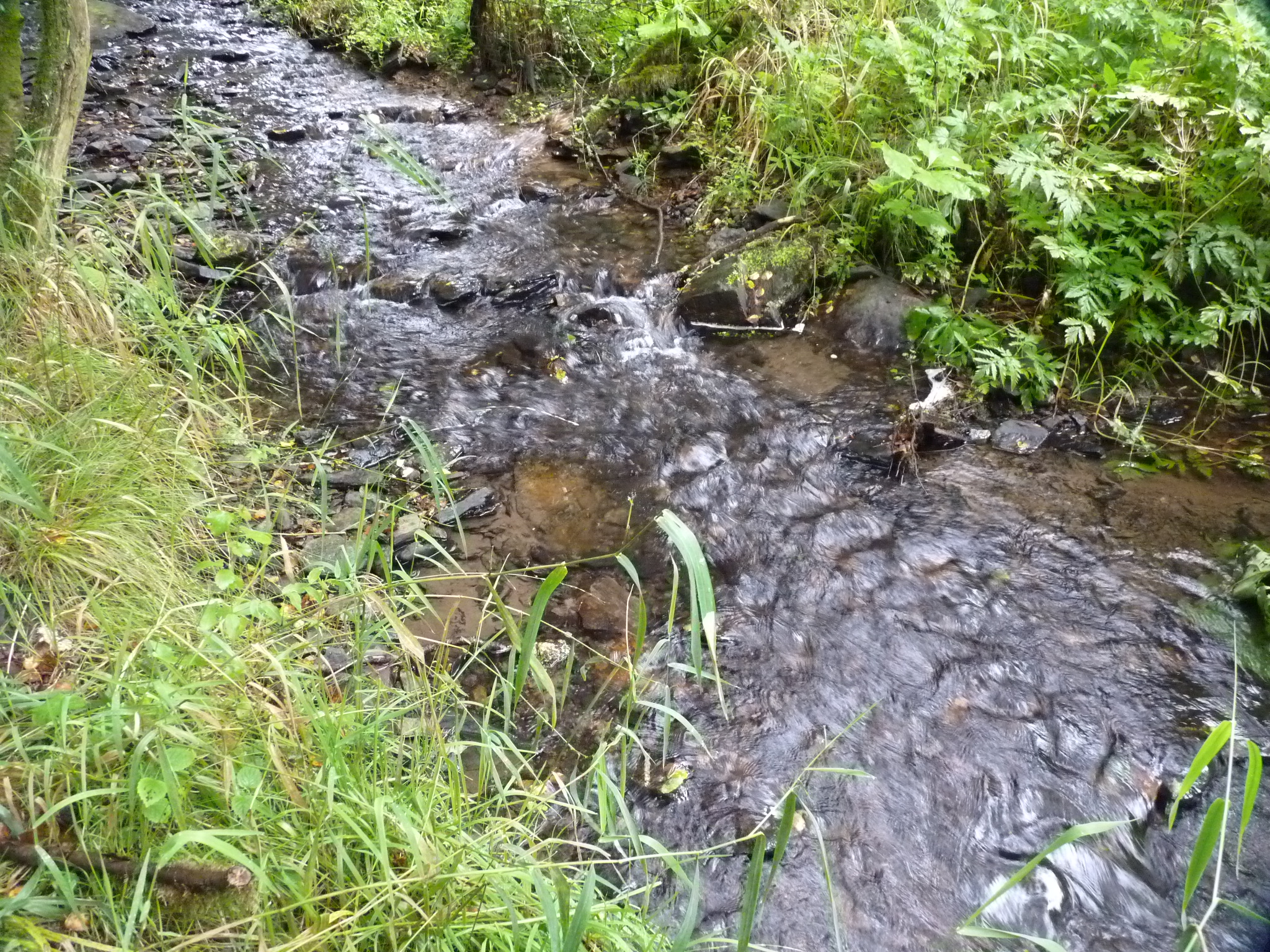

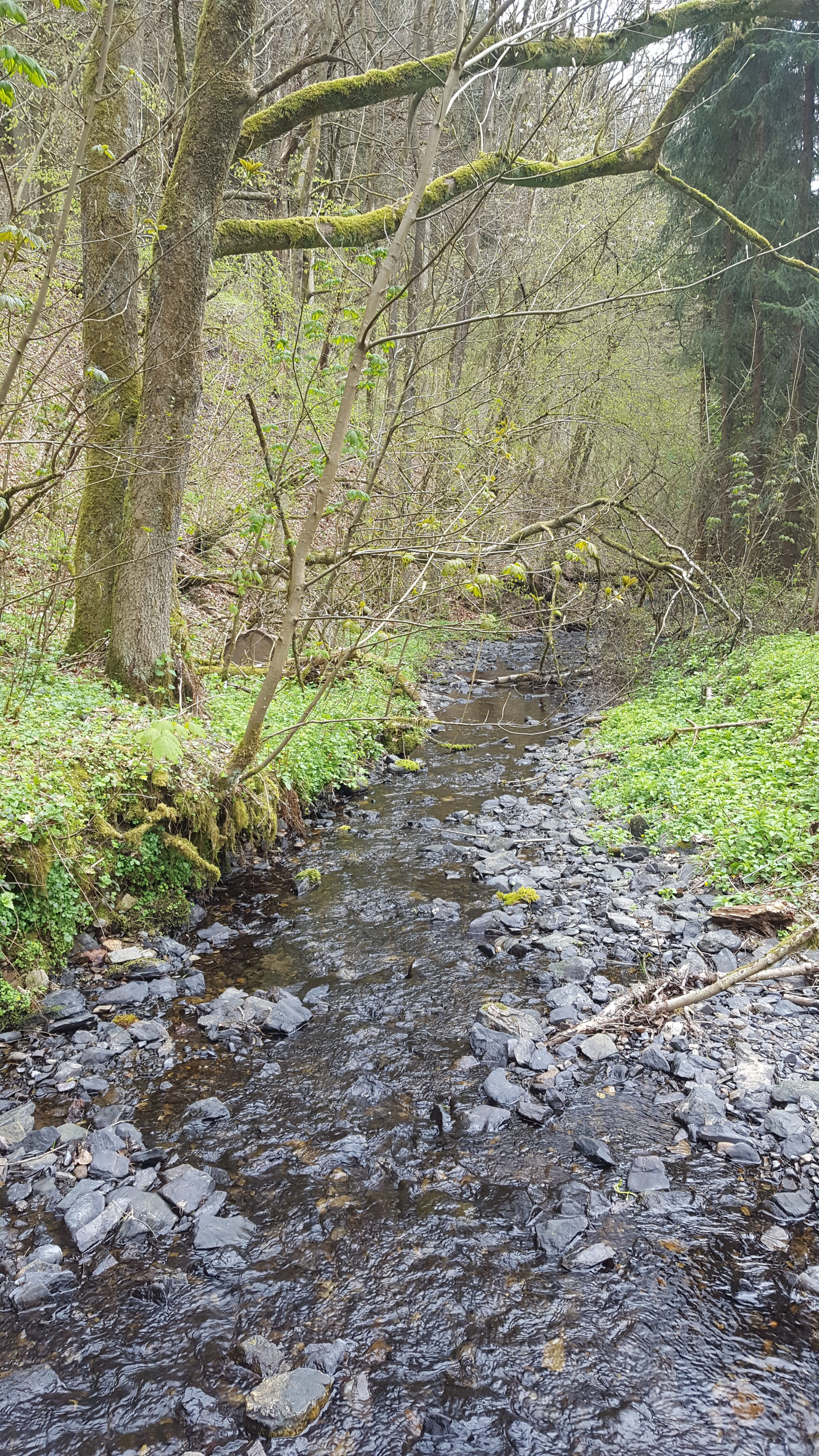

內特弗河（德語：Netphe），是德國的河流，位於該國西部，處於北萊茵-威斯特法倫州，屬於錫格河的右支流，河道全長10.8公里，流域面積20平方公里。